# Pietro Maria Rocca
Pietro Maria Rocca (Alcamo, 24 agosto 1847 – Alcamo, 26 agosto 1918) è stato uno storico italiano.

## Biografia
Nacque da una famiglia abbastanza facoltosa di Alcamo; dopo aver finito gli studi presso i Gesuiti, entrò nel seminario vescovile di Mazara del Vallo, ma non avendo inclinazione per la carriera ecclesiastica, abbandonò questo seminario proseguendo gli studi in modo autonomo. Fin da giovane, comunque, si impegnò nel campo sociale e per il bene pubblico.
Nel 1863 ad Alcamo fu fondata la prima Conferenza di San Vincenzo de Paoli, e nel 1871 Pietro Maria Rocca promosse l'istituzione di un Convitto degli Artigianelli per il sostentamento e l'educazione dei giovani di famiglie bisognose presso l'ex Convento di San Francesco.
Purtroppo, con tutti i suoi riconoscimenti, il Convitto venne chiuso dopo poco tempo per problemi finanziari.
Nel 1877 nell'ex chiesa di San Giacomo de Spada erano stati raccolti tutti i libri dei conventi soppressi dal Governo e Pietro Maria Rocca si mise a disposizione per la catalogazione di quei libri dando così origine alla Biblioteca Comunale di Alcamo.
Nel 1881 fu ammesso alla Società Siciliana per la Storia Patria e nel 1884 diventò consigliere comunale; propose di realizzare un piano sollevato nella chiesa di San Giacomo per riparare i libri e gli atti notarili da lui raccolti con cura dall'umidità.
Raccolse pure alcuni reperti come lucerne e bolli di tegole dell'età romana, e li diede in custodia poi al Museo Archeologico Nazionale di Palermo, dove attualmente sono visibili.
Nel 1893 fu nominato presidente dell'Ospedale e per un ventennio ebbe anche l'incarico di Ispettore ai monumenti.
Nel corso di tutta la sua vita si appassionò alla storia e ai monumenti della sua città, pubblicando decine di testi per i quali ebbe diversi consensi favorevoli e attestazioni di merito.

A lui è stata inoltre intitolata la scuola media sita in Piazza Libertà, nel centro storico della città.

## Opere
- 1. Capitoli della pescheria della città d'Alcamo: 1554; a cura di P. M. Rocca (1887)
- 2. Della Cappella della Madonna dei miracoli in Alcamo; in: Archivio storico siciliano Ser. NS, vol. 6 (1881) p. 352-359
- 3. Della Chiesa di S. Nicolò di Bari in Alcamo; Palermo: Tipografia dello Statuto, 1892
- 4. Della Chiesa di S. Tommaso Apostolo in Alcamo; Palermo: Tipografia lo Statuto, 1896
- 5. Della Chiesetta della Madonna delle Grazie in Alcamo e di un quadro della titolare dello stesso sacro edifizio; Palermo: Tipografia Boccone del Povero, 1911
- 6. Delle fiere franche della città di Alcamo: notizie e documenti; Palermo: Tipografia Lo Statuto, 1889
- 7. Della Membrana gabellarum e dei Capitoli della Nadaria e della Camperia della terra di Alcamo; Palermo: Tipografia Boccone del Povero, 1905
- 8. Delle muraglie e porte della città di Alcamo; Palermo: Tipografia Lo Statuto, 1894
- 9. Del quadro della Cappella Triolo nella Chiesa Madre di Alcamo; in: Archivio storico siciliano Ser. NS, vol. 8 (1883) p. 511-516
- 10. Di alcuni stuccatori che lavoravano in Alcamo nel secolo 18°: notizie e documenti; Palermo: Tipografia Virzì, 1882
- 11. Di alcuni antichi edifizi di Alcamo; Palermo: Tipografia Castellana-Di Stefano, 1905
- 12. Di una nota del cav. Giuseppe Triolo Galifi relativa al soggiorno in Alcamo dell'Imperatore Carlo 5° nel 1535; Palermo: Tipografia Boccone del Povero, 1912
- 13. Documenti relativi a pitture di Giuseppe Carrera; Palermo: Tipografia Virzì, 1881
- 14. Documenti relativi a sei oscuri pittori siciliani dei secoli 17° e 18°; Palermo: Tipografia Boccone del povero, 1907
- 15. Documenti relativi a tre ignoti pittori siciliani del secolo 16°-17°; Palermo: Tipografia dello Statuto, 1896
- 16. Documenti relativi ad alcuni intagliatori in legno che lavoravano in Alcamo nella prima metà del secolo 16°; Palermo: Tipografia Lo Statuto, 1896
- 17. Documenti sulle chiese di Alcamo fondate nei secoli 16° e 17° di P.M. Rocca-De Blasi, Ignazio. / aggiunte e correzioni al cap. 42. del discorso storico della opulenta città di Alcamo del dott. Ignazio De Blasi (1900); Palermo: Tipografia dello Statuto
- 18. Documenti su Mario Giambona: pittore siciliano del secolo 17°; Palermo: Tipografia dello Statuto, 1892
- 19. Due contratti di pace tra privati nel secolo 16°; 1893
- 20. Due documenti sul pittore Giuseppe Sirena; Palermo: Tipografia dello Statuto, 1895
- 21. Ferdinando Vega nella tradizione popolare alcamese, 1892
- 22. Fonditori di campane in Alcamo; Palermo: Tipografia dello Statuto, 1890
- 23. Guida artistica della città di Alcamo compilata da F.M. Mirabella e P.M. Rocca; Alcamo: Tipografia Bagolino, 1884
- 24. Ignazio Ingrassia: scultore trapanese del secolo 17°; Palermo: Tipografia del giornale il Tempo, 1881
- 25. I Saltarello orefici siciliani del secolo XVI; in: Archivio storico siciliano Ser. NS, vol. 9 (1884) p. 425-429
- 26. Leggende e racconti siciliani, 1888
- 27. Miscellanea alcamese: note storiche e racconti popolari / Pietro Maria Rocca; prefazione di Francesco Maria Mirabella; Alcamo: Sarograf, 1986
- 28 Notizie storiche su Castellammare del Golfo, estratte dall'archivio dei Notari defunti alcamesi; Palermo: Tip. Dello Statuto, 1886
- 29. Sopra un antico privilegio concesso a Bonifato e Indi confermato ad Alcamo; Palermo: Tip. Dello Statuto, 1887
- 30. Tre tele di Andrea Carrera in Alcamo; In: Archivio storico siciliano Ser. NS, vol. 9 (1884) p. 218-223
- 31. Un'illustrazione degli affreschi del duomo di Alcamo scritta nel secolo 17. Firenze: Tipografia pei minori corrigendi, 1906
- 32. Vincenzo Iemma: letterato alcamese della prima meta del secolo 18. Palermo: Tip. del Giornale di Sicilia, 1882